# أي-دي (مجلة)
أي-دي (بالإنجليزية: I-D)‏ هي مجلة بريطانية تصدر كل شهرين من قبل فيز ميديا وهي مخصصة للأزياء والموسيقى والفن وثقافة الشباب. تأسست آي دي من قبل المصمم والمدير الفني السابق لمجلة فوغ تيري جونز في عام 1980، تم نشر العدد الأول على شكل فانزين يدوي مع نص تم إنتاجه على آلة كاتبة. على مر السنين تطورت المجلة لتصبح لامعة ناضجة لكنها أبقت أسلوب الشارع وثقافة الشباب مركزية.

## تفاصيل
تشتهر المجلة بتصويرها وطباعتها المبتكرة وكونها ساحة تدريب للمواهب الجديدة. المصورون وولفجانج تيلمانز، ماريو تيستينو، تيري ريتشاردسون، كريج مكدين، نيك نايت ويورجن تيلر بدأوا حياتهم المهنية في آي دي، كما فعل ديلان جونز وكارين فرانكلين. من بين المصورين الآخرين الذين ساهموا في iD إلين فون أونويرث وكايت جونز.
الأشخاص الذين ظهروا في أي دي يشملون مادونا، جون جاليانو، ألكسندر ماكوين، كاني ويست، هيلموت لانج، فرانز فرديناند، كلوي سيفيني، راف سيمونز، جون تاكاهاشي، فيرونيك برانكوينو، ليلي كول، جايلز ديكون، ديزي راسكال، سكارليت جوهانسون، ريك أوينز وسيلينا جوميز وريهانا.
في عام 1984، أصبح توني إليوت من تايم أوت شريكًا للنشر بحصة 51٪ من الشركة. ظل جونز رئيس التحرير والمدير الإبداعي، لكنه عمل أيضًا في مشاريع تجارية أخرى. في عام 2004، استعاد جونز وزوجته تريشيا السيطرة الكاملة على الشركة. استحوذت Vice Media على أي دي في عام 2012.
كانت المجلة رائدة في الأسلوب الهجين للتصوير الوثائقي / التصوير الفوتوغرافي للأزياء المسمى The Straight Up. في البداية، كان هؤلاء من الأشرار وشباب الموجة الجدد الذين تم العثور عليهم في الشوارع الإنجليزية والذين طُلب منهم ببساطة الوقوف أمام أي جدار فارغ قريب. الصور الناتجة - الأهداف التي تواجه الكاميرا والتي يتم رؤيتها من «أعلى إلى أخمص القدمين» - هي أرشيف تصوير وثائقي تاريخي حيوي، وقد أثبتت «الوضع المستقيم» كأسلوب صالح لتصوير الأفلام الوثائقية.

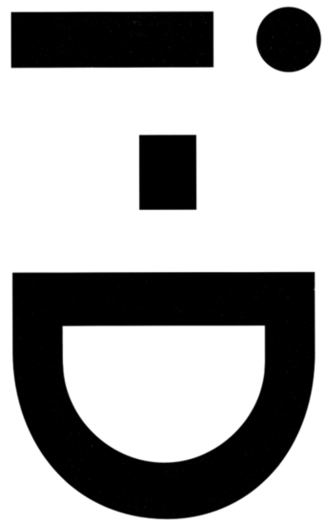
يتم استخدام ID المنعطف إلى اليمين للدلالة على غمزة، موضوع مع المجلة.

يكشف الشعار المطبعي "iD" المائل على جانبه عن الابتسامة الغامضة. تتميز معظم إصدارات iD بنموذج غلاف يغمز.
لمعرف ' الذكرى 25 في عام 2005 كان هناك معرض، ودعا ط دونتيتي والقضايا تحريرها الضيف. دعا تيري جونز عددًا من المتعاونين المبدعين للعمل معه في قضايا الهوية المختلفة. كان من بين المتعاونين أشلي هيث، إم / إم باريس، أليكس مكدويل، سيمون فوكستون وستيفن مالي، نيك نايت، ديفيد ليبمان وبيتر سافيل (ديسمبر 2005).

### المحررين
لقد كان محررو مجلة أي دي:
- تيري جونز (1980 حتى الآن)
- ديلان جونز (1986-1988)
- كارين فرانكلين (1986-1988)
- أليكس شاركي (1988-1989)
- جون جودفري (1988-1990)
- ماثيو كولين (1991-1994)
- أفريل ماير (1994-2005)
- جلين والدرون (2005-2006)
- بن ريردون (2006-2010)
- هولي شاكلتون (2010-2019)
- أليستر مكيم (2019 إلى الوقت الحاضر)